# Helena Brodowska (działaczka komunistyczna)
Helena Brodowska z d. Tannenbaum pseud. Janka (ur. 29 września 1888 w Łowiczu, zm. 4 sierpnia 1937 w ZSRR) – chemik, działaczka SDKPiL i KPP.
Córka żydowskiego lekarza Leona. W lutym 1905 została wydalona z gimnazjum za udział w strajku szkolnym. W tym czasie wstąpiła do SDKPiL. 1906–1913 studiowała chemię na politechnice w Zurychu. Podczas pobytu w Szwajcarii wyszła za mąż za działacza SDKPiL Mieczysława Brońskiego-Warszawskiego. 1913–1919 pracowała w laboratorium miejskim w Zurychu i w fabrykach chemicznych w Menzingen jako inżynier chemik. Po powrocie do kraju w styczniu 1919 wstąpiła do KPRP i działała w technice partyjnej. Od czerwca 1920 pracowała w wydawnictwie partyjnym KPRP w Berlinie, a od jesieni 1921 za zgodą KC KPRP pracowała w przedstawicielstwie handlowym Rosyjskiej Federacyjnej Republiki Radzieckiej (RFSRR) w Berlinie jako chemik specjalista. Wówczas wyszła za mąż za Stefana Bratmana-Brodowskiego. Po powrocie do kraju w październiku 1926 kierowała Centralną Techniką Partyjną KPP (pod pseudonimem „Janka”). W 1928 wyjechała do ZSRR i wstąpiła do WKP(b) z zaliczeniem stażu partyjnego od 1919, następnie przez krótki czas przebywała wraz z mężem w Berlinie i Charkowie. 1933–1935 była pracownicą Najwyższej Rady Gospodarki Narodowej w Moskwie. Pod koniec 1935 została dyrektorem fabryki chemicznej w Kałacie w obwodzie swierdłowskim. 
W okresie „wielkiej czystki” 25 maja 1937 aresztowana przez NKWD, a 4 sierpnia 1937 stracona. 
W 1956 pośmiertnie zrehabilitowana.